# De witte Maw-Maw
De witte Maw-Maw is het zevende verhaal uit de reeks Nonkel Zigomar, Snoe en Snolleke. Het is geschreven door Bob De Moor en gepubliceerd in Het Nieuws van de Dag van 22 juni 1953 tot en met 10 oktober 1953. Het verhaal telt 192 stroken, of 48 platen.
De eerste albumuitgave van het volledige verhaal kwam er pas in 2005 bij Uitgeverij Brabant Strip. In 1999 was er wel al een album met de eerste 24 platen bij Uitgeverij Enigma.

## Verhaal
Het verhaal speelt zich af in het toenmalige Belgisch-Congo. Nonkel Zigomar, Snoe en Snolleke treden er op in een circus dat voorstellingen geeft aan de inlandse bevolking. Ondertussen helpen ze mee aan de verdediging tegen de Maw-Maw, een geheime sekte die het op de blanken gemunt heeft.